# ویکسا
شهر ویکسا (به روسی: Выкса) در کشور روسیه و در اوبلاست نیژنی نووگورود واقع شده‌است.